# Mária Tiboldi

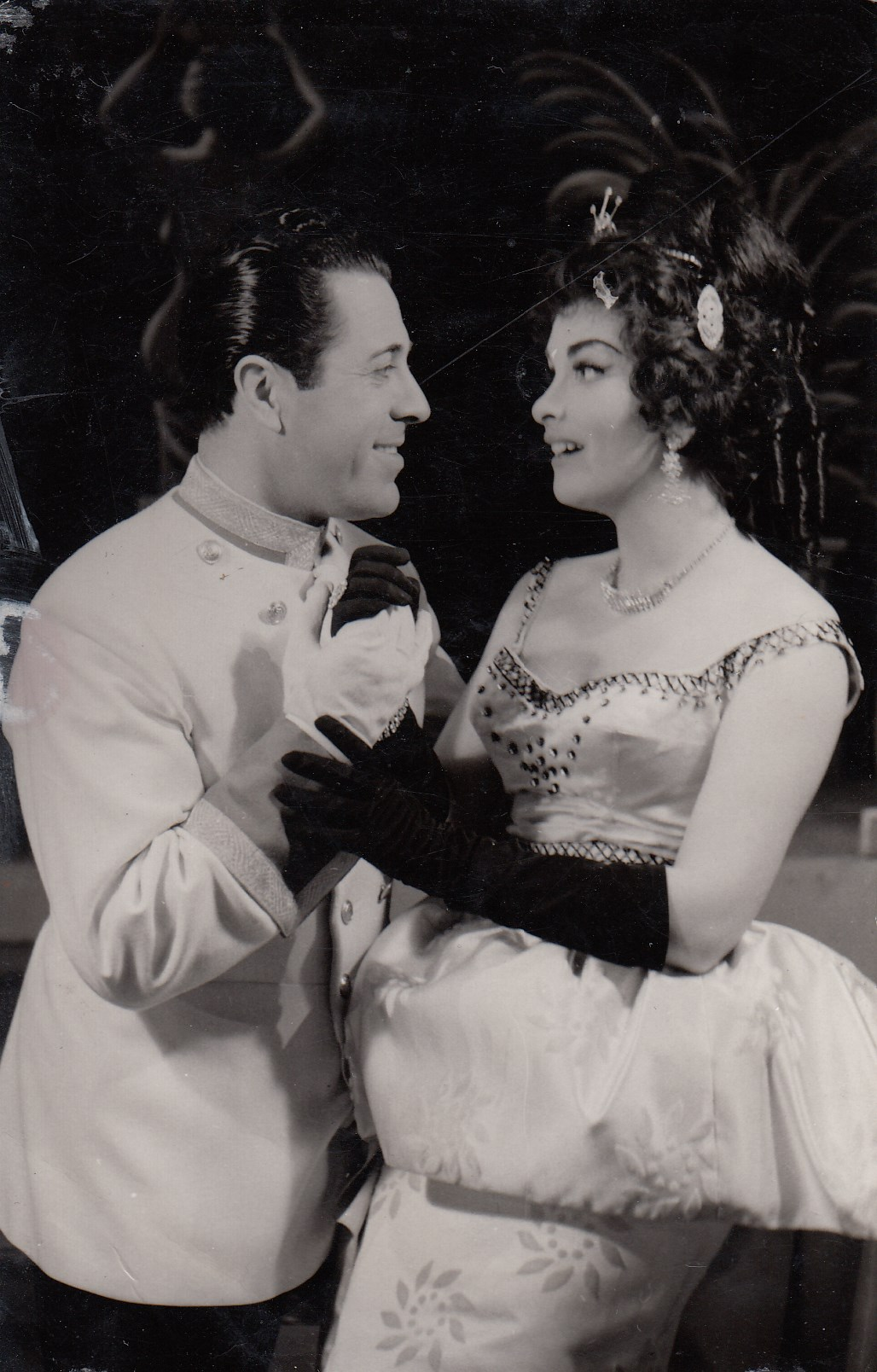
Mária Tiboldi in Csárdáskirálynő am Theater in Szeged (1960er Jahre)

Mária Tiboldi, auch Maria Tiboldi (anhörenⓘ; * 20. April 1939 in Szolnok; † 8. September 2023 in Velence) war eine ungarische Operettensängerin und Schauspielerin.

## Leben und Wirken
Mária Tiboldi wurde in Szolnok geboren, wuchs aber ab 1949 in Budapest auf. Ab 1957 erhielt sie dort eine gesangliche Ausbildung, die sie 1961 abschloss. Ab 1963 trat sie im heimatlichen Ungarn an der Operette und im Musical auf und ging auf Gastspielreise durch das kommunistische Ausland (Bukarest, Prag, Moskau). Bereits 1966 folgte Mária Tiboldi einer Einladung in den Westen und spielte in Berlin (Theater des Westens) und Wien (Raimund-Theater). Auftritte in München und ans Landestheater Salzburg folgten. Erfolge feierte die schwarzhaarige Künstlerin vor allem in Operetten Emmerich Kálmáns, erhielt aber auch Hauptrollen in Stücken nach Vorlagen von Paul Abraham, Johann Strauss (Sohn), Franz Lehár und Giuseppe Verdi.
In ihrer Hoch-Zeit an deutschen und österreichischen Operettenbühnen war Mária Tiboldi, die bereits 1964 ihr Debüt vor der Kamera als Filmschauspielerin gegeben hatte, auch ein gern gesehener Gast in deutschsprachigen Fernsehshows wie etwa in Sonntagskonzert, Zauber der Melodie, Zum Blauen Bock und Drei mal Neun. Darüber hinaus wirkte sie auch in für das Fernsehen aufbereiteten Operettenadaptionen mit, so beispielsweise 1971 in Der Opernball. 
Zurück in Ungarn trat La Tiboldi auch wieder an der Budapester Oper auf und wurde erneut als Filmschauspielerin eingesetzt: In István Szabós Zeitbild Hanussen sah man sie 1988 in einer kleinen Gastrolle. Mária Tiboldi hat für ihr künstlerisches Wirken mehrere Preise erhalten.
Sie verstarb am 8. September 2023 in Velence.

## Filmografie (ohne Showauftritte)
- 1964: Majestät auf Abwegen (Mit csinált Felséged 3-tól 5-ig?)
- 1968: Die ungarische Hochzeit
- 1970: Giuditta
- 1971: Der Opernball
- 1988: Hanussen